# Heliconia lourteigiae
Heliconia lourteigiae är en enhjärtbladig växtart som beskrevs av Luiz Emygdio de Mello Filho och E.Santos. Heliconia lourteigiae ingår i släktet Heliconia och familjen Heliconiaceae. Inga underarter finns listade.